# Joseph Uzanne
Pour les articles homonymes, voir Uzanne (homonymie).
Joseph Omer Uzanne (1850-1937) est un journaliste et un critique d'art français, frère ainé d'Octave Uzanne et membre du groupe d'artistes les Hydropathes.

## Biographie
Joseph Uzanne est né le 4 septembre 1850 à Auxerre (Yonne).
Il est mort le 19 avril 1937 dans le 6e arrondissement de Paris.

## Activités
Entre décembre  1876 et juin 1877, Joseph Uzanne écrit dans la revue Le Conseiller du bibliophile, où son frère Octave devient rédacteur en chef.
Après un premier album publié en 1891 chez G. Richard, il dirige et rédige de 1894 à 1925, les albums des Figures contemporaines tirées de l'Album Mariani publiées principalement chez Henri Floury pour le compte d'Angelo Mariani. Lui et son frère Octave font appel pour l'illustration à de talentueux graveurs comme Adolphe Lalauze, Henri Othon Brauer, Fernand Desmoulin, Evert van Muyden, etc.